# Raoul Bossy

Raoul Bossy

Raoul V. Bossy (n. 1894 – d. 1975) a fost un diplomat român de carieră.
Născut în 1894, a urmat studii la Universitatea Sorbona din Paris, luându-și licența în drept. Și-a continuat studiile la Secția Diplomatică a institutului École Libre des Sciences Politiques din Paris.
Și-a început cariera de diplomat în 1918, după sfârșitul Primului Război Mondial, ca secretar privat al ministrului afacerilor străine.
Prima sa numire pe plan extern a fost cea de secretar II al Legației Române de la Roma (1921-1923). În acest interval, a fost și membru al delegației României la Liga Națiunilor. Raoul Bossy a fost, de asemenea, membru al delegației române la Conferința Economică Internațională de la Genova (10 aprilie - 19 mai 1922) și al delegației române la Institutul Agricol Internațional din Roma. În 1923 a fost rechemat în țară și a lucrat pe postul de consilier politic la Oficiul Primului Ministru în perioada mandatului lui Ion I.C. Brătianu (1923-1926). După schimbarea guvernului, s-a reîntors la Roma în postul de prim secretar al Legației Române (1926-1927). În timpul minoratului regelui Mihai I al României (1927-1930), Raoul Bossy a îndeplinit funcția de secretar general al Regenței, revenind apoi la cariera diplomatică pe postul de consilier al Legației Române din Viena (1931-1934).
În 1934 a fost promovat la rangul de ministru plenipotențiar, fiind numit pe rând ca șef al Legațiilor Române din Helsinki (1934-1936), Budapesta  (1936-1939), Roma (1939-1940), Berna  (1940-1941), Berlin (1941-1943) și Copenhaga (11 septembrie 1941 - 1943).
În 1943 a demisionat din cauza dezacordului cu politica promovată de Ion Antonescu (conducătorul statului român) și s-a refugiat în Elveția, unde a fost numit delegat permanent și ofițer-șef de legătură la Comitetul Internațional al Crucii Roșii de la Geneva, la Liga Societăților de Cruce Roșie și la Uniunea Internațională pentru Protecția Copilului. A încetat din viață în 1975.
Raoul Bossy a fost membru al mai multor organizații internaționale, precum: 
- Academia Diplomatică Internațională din Paris,
- Asociația Română pentru o Europă Unită,
- Ecole Libre des Sciences et des Lettres,
- Universitatea Institutul Carol I din Paris
- Societatea Regală Română de Geografie.

Raoul Bossy a ținut cursuri și conferințe în Canada sub patronajul Institutului Canadian de Afaceri Internaționale din Toronto.

## Lucrări publicate
- Politica externă a României între anii 1873-1880, privită dela Agenția diplomatică din Roma. Academia Română, Studii și cercetări 14. București: Cultura Natională, 1928.
- Agenția diplomatică a României în Paris și legăturile politice franco-române sub Cuza-Vod. București: Cartea Românească, 1931.
- „Agenția diplomatică a României la Belgrad și legăturile politice româno-sârbe sub Cuza Vodă.” Academia Română, Memoriile secțiunii istorice, s. 3, t. 15 (1934), mem. 1: 2-59.
- Mărturii finlandeze despre România. București: Cartea Românească, 1937.
- „Urme românești în Miază-Noapte : 1. Altă replică a portretului lui Mihai Viteazul; 2. Cheia cetății Hotinului.” Academia Română, Memoriile secțiunii istorice, s. III, t. 19 (1937), mem. 3: 47-49.
- L’Autriche et les Principautés-Unies. Académie roumaine, Etudes et recherches 10. Bucarest: Moniteur officiel et Imprimerie de l’Etat, Imprimerie Nationale, 1938.
- „Vechi năzuințe federaliste în sud-estul Europei: Memoriu prezentat in ședința deia 9 Februare 1940.” Academia Română, Memoriile secțiunii istorice, s. 3, t. 22 (1939-1940): 437-451.
- „Propaganda austriacă împotriva unirii principatelor.” Academia Română, Memoriile secțiunii istorice, s. 3, t. 24 (1941): 1-9.
- „Un drumeț danez în principate.” Academia Română, Memoriile secțiunii istorice, s. 3, (1941).
- „L’idée fédéraliste dans le centre et le sud-est de l’Europe.” Cahiers du Monde Nouveau 5/1 (janvier 1949): 29-36.
- „Les nations de l’Est et la fédération européenne.” Bulletin Européen 2/8-9 (août-septembre 1951): 3. http://www.fondazionedragan.org/media/08_09_1951_be_fr_agosto_settembre.pdf
- „Romania: a Barrier Nation.” International Journal 7/1 (Winter 1951-1952): 23-29. http://www.jstor.org/pss/40197578
- „Religious Persecutions in Captive Romania.” Journal of Central European Affairs 15 (July 1955).
- „Romanian Contributions to Federalism in the Nineteenth Century.” The Polish Review 4/1-2 (Winter-Spring 1959): 83-90.
- „Napoléon III et l’Autriche de Villafranca à Sadowa (1859-1866).” Revue d’histoire diplomatique 73/3 (sept. 1959): 220-230.
- „Napoleon III and the Submerged Nationalities.” The Polish Review 5/2 (1960): 110-117.
- „L’alliance entre le prince Alexandre-Jean Couza de Roumanie et les princes Miloch et Michel Obrénovitch de Serbie.” Revue des études roumaines 7-8 (1961) : 60-69.
- „La diplomatie russe et l’union des principautés roumaines (1858-1859) d’après la correspondance Gortchakoff-Giers.” Revue d’histoire diplomatique 76/3 (juill.-sept. 1962): 255-266.
- „Elizabethans and Romanians.” The Polish Review 8/4 (Autumn 1963): 81-90.
- „Gobineau et la politique des nationalités.” Revue d’histoire diplomatique 78/1 (mars 1964): 35-40.
- „Recunoașterea oficială a numelui « România ».” Ființa românească 4 (1966) : 101-115.
- „Les Roumains et l’idée fédéraliste au XIXe siècle.” Revue d’histoire diplomatique 81/2 (juin 1967): 168-175.
- „Projet de bloc neutre en 1939.” Revue d’histoire diplomatique 82.4 (oct.-déc. 1968): 358-368.
- „L’entrée en guerre de la Roumanie vue par le Grand-duc Nicolas Michaïlovitch (1916).” Revue d’histoire diplomatique 87/3-4 (juillet-décembre 1973).
- Amintiri din viața diplomatică (1918-1940). 2 vol. Ediție și indice de Stelian Neagoe. București: Humanitas,  1993. (ISBN 9732803789, 9732803797,9732803799, 9732804297)
- Recollections of a Romanian Diplomat, 1918-1969: Diaries and Memoirs of Raoul Bossy. Ed. și trad. G.H. și M.-A. Bossy. 2 vol. Stanford, California: Hoover Institution Press, Stanford University Press, 2003. (ISBN 0817929517, 0817929525)
- Jurnal :2 noiembrie 1940 – 9 iulie 1969. Ed. Ion Mamina. București: Editura Enciclopedică, 2001. (ISBN 9734503723)